# Последние слова (фильм)
«Последние слова» (нем. Letzte Worte) — короткометражный фильм режиссёра Вернера Херцога, снятый в 1967 году.

## Сюжет
Фильм рассказывает о последнем жителе острова Спиналонга, расположенного у берегов Крита. Люди покинули остров после закрытия лепрозория, находившегося там в течение многих лет. Лишь один старик так долго отказывался покидать Спиналонгу, что полиция была вынуждена силой перевезти его на Крит, где он играет в таверне на лире и отказывается произнести хотя бы слово. Особенностью повествования является то, что большинство действующих лиц по несколько раз повторяют свои слова. Это касается и главного персонажа, который многократно произносит, что отказывается говорить.